# 貪 (古印度哲學)
貪（rāga），在佛教與印度教中，代表貪婪、欲望、性欲等傾向，代表各種被感官對象吸引的狀況。在佛教中，被當成三毒之一。在佛教藝術的有輪中，貪被用樹根或是鳥來作為代表。
在印度教中，貪被當成是五種煩惱（Kleshas）或是五毒之一。

## 字源
在梵文中，的字面意思是顏色，或是色調，可以當成染色，或是被上色的意思。在音樂中，被用作是一種音調的名字，即拉格。古印度使用這個單字在人身上，代表不純潔，被世間與欲望污染，或是基本性格上的缺陷。

## 佛教
在佛教中，貪是一種心所，也是煩惱的來源之一。貪源於對於三界的愛，會帶來苦。

## 印度教
在瑜伽經中，被定義為，因為對於過去記憶中經驗的愉悅，產生對於快樂的欲望。記憶驅使想要重複快樂經驗的欲望，導致人被吸引在其中。這種欲望的根源在於自我，記憶是造成欲望的必要因素。留在記憶中的過往印象，會在無意識中，將自我拖往欲望的對象。